# Andrew Gower
Ne doit pas être confondu avec Andre Gower.
Andrew Christopher Gower (né le 2 décembre 1978) est un développeur de jeux vidéo du Royaume-Uni et cofondateur de Jagex Ltd, l'entreprise qu'il a fondée avec Paul Gower et Constant Tedder, basée à Cambridge. Il est connu pour avoir écrit le MMORPG RuneScape avec l'aide de son frère Paul Gower. Il reste son développeur principal,.

## Vie personnelle
La liste de 2007 Sunday Times Rich List prétend qu'Andrew et Paul Gower sont les 654e hommes les plus riches au Royaume-Uni, avec une valeur de 113 millions de £ (217 millions de dollars),. En 2009, le Sunday Times les classe les 566e hommes les plus riches, avec une valeur estimée à 99 millions de £. Le Daily Telegraph a également mentionnés Andrew et Paul Gower comme les 11e plus riches jeunes entrepreneurs au Royaume-Uni.